# Martin Oraže
Martin Oraže (* 9. Oktober 1984 in Klagenfurt am Wörthersee) ist ein österreichischer Eishockeyverteidiger, der seit 2017 beim EK Zell am See in der Alps Hockey League spielt.

## Karriere
Oraže stammt aus der Nachwuchsabteilung des EC VSV. Bereits mit 18 Jahren konnte sich der Verteidiger einen Platz in der ersten Mannschaft erkämpfen und bestritt schon als U20-Spielberechtigter über 80 Bundesliga-Spiele. 2007 wurde er mit dem Villacher SV Österreichischer Meister. Mittlerweile absolvierte Oraže in 13 Spielzeiten über 600 Spiele in Österreichs höchster Spielklasse und erzielte dabei über 200 Punkte. Nach nur einer Saison bei den EC Graz 99ers wechselte Oraže im Sommer 2010 zu den Vienna Capitals.
Zu Beginn der Saison 2012/13 stand Oraže wieder bei den EC Graz 99ers unter Vertrag, dieser wurde jedoch nach ungenügenden Leistungen im Dezember 2013 aufgelöst. Im Januar 2013 kehrte er daher zum EC VSV zurück und erhielt einen Vertrag bis Saisonende. Nach der Saison wurde er vom Dornbirner EC verpflichtet. 2014 wechselte er zum EHC Lustenau und gewann mit ihm 2015 die Inter-National-League. Zwei Jahre später wurde er mit dem HDD Jesenice, zu dem er 2016 gegangen war, slowenischer Landesmeister. Seit 2017 spielt er wieder in Österreich und tritt mit dem EK Zell am See in der Alps Hockey League.

### International
Im Juniorenbereich spielte Oraže mit der österreichischen U18-Auswahl bei der Weltmeisterschaft der Division I 2002 und mit der U20-Auswahl bei den 2003 in der Division I und 2004 in der Top-Division.
Mit der Herren-Nationalmannschaft, in der er am 14. November 2006 bei der 0:3-Niederlage im Freundschaftsspiel gegen die Slowakei in Bratislava debütierte, nahm er an den Weltmeisterschaften  2008 in der Division I und 2009 in der Top-Division, als er bei der 1:7-Niederlage gegen Schweden den einzigen österreichischen Treffer erzielte, teil. Zudem vertrat er seine Farben bei der Olympiaqualifikation für die Winterspiele in Vancouver 2010. Anschließend wurde er noch bis 2012 in der Nationalmannschaft eingesetzt, kam aber nicht mehr zu Einsätzen bei großen Turnieren.

## Erfolge und Auszeichnungen
- 2003 Aufstieg in die Top-Division bei der U20-Weltmeisterschaft der Division I, Gruppe B
- 2006 Österreichischer Meister mit dem EC VSV
- 2007 Kärntner Eishockey Superstar des Jahres
- 2008 Kärntner Eishockey Superstar des Jahres
- 2008 Aufstieg in die Top-Division bei der Weltmeisterschaft der Division I, Gruppe A
- 2015 Meister der Inter-National-League mit dem EHC Lustenau
- 2017 Slowenischer Meister mit dem HDD Jesenice

## Karrierestatistik

### International
(Legende zur Spielerstatistik: Sp oder GP = absolvierte Spiele; T oder G = erzielte Tore; V oder A = erzielte Assists; Pkt oder Pts = erzielte Scorerpunkte; SM oder PIM = erhaltene Strafminuten; +/− = Plus/Minus-Bilanz; PP = erzielte Überzahltore; SH = erzielte Unterzahltore; GW = erzielte Siegtore; 1 Play-downs/Relegation; Kursiv: Statistik nicht vollständig)